# Юнг, Александр

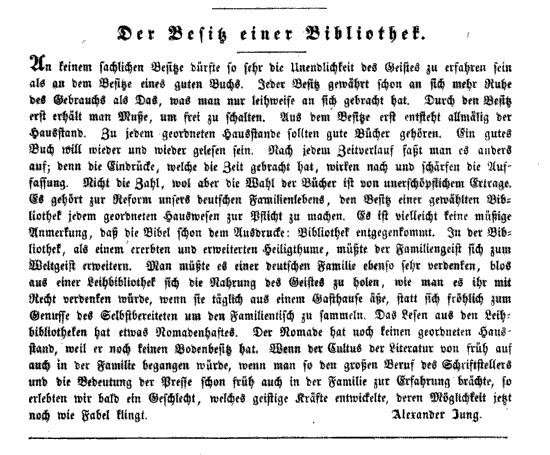

Александр Юнг (28 марта 1799—20 августа 1884) — немецкий писатель.
Значительное влияние на него оказал Шеллинг. Произведения Юнга относятся к области истории литературы и публицистики, он писал также стихи, но его поэзия, проникнутая рассудочными элементами, незначительна.

## Произведения
Главные его труды:
- «Briefe über die neueste Litteratur» (Гамбург, 1837);
- «Vorlesungen über die moderne Litteratur der Deutschen» (Данциг, 1842);
- «Vorlesungen über sociales Leben und höhere Geselligkeit» (ib., 1844);
- «Königsberg und die Königsberger» (Лейпциг, 1846);
- «Frauen und Männer» (Кенигсберг, 1847);
- «Charaktere, Charakteristiken und vermischte Schriften» (ib., 1848);
- «Friedrich Hölderlin und seine Werke» (Штутгарт, 1848);
- «Goethes Wanderjahre und die wichtigsten Fragen des XIX Jahrh.» (Майнц, 1854);
- «Briefe über Gutzkows Ritter vom Geiste» (Лейпциг, 1856);
- «Das Geheimniss der Lebenskunst» (ib., 1858);
- «Panacee und Theodicee. Illustrationen, Karikaturen der Gegenwart» (ib., 1875).

Из беллетристических произведений Юнга наиболее значимы:
- «Der Bettler von James Park» (Лейпциг, 1850);
- «Rosmarin Roman» (ib., 1862);
- «Darwin, ein komisch-tragischer Roman in Briefen an einen Pessimisten» (Йена, 1873).